# Al Chourouk
Al Chourouk (arabe : الشروق) est un quotidien tunisien en langue arabe créé en 1987 par Slaheddine El Amri.
Imprimé au format tabloïd (35 x 24), il paraît six fois par semaine (mardi au dimanche). Basé à Tunis, il est tiré à 45 000 exemplaires, ce qui en fait le quotidien le plus vendu du pays. Ce serait également le journal arabophone tunisien le plus consulté sur Internet après Assabah.
Principal quotidien pro-gouvernemental, il couvrait d'une manière « purement factuelle » les activités du président de l'époque, Zine el-Abidine Ben Ali.
Le nom du journal signifie « Le lever du soleil ».